# Piptomeris horrida
Piptomeris horrida là một loài thực vật có hoa trong họ Đậu. Loài này được (DC.) Greene miêu tả khoa học đầu tiên năm 1893.